# 정평 (북위)
정평(正平)은 중국 북위(北魏) 태무제(太武帝)의 여섯 번째 연호이다. 451년 6월에서 452년 2월까지 9개월 동안 사용하였다.
452년 2월에 중상시(中常侍) 종애(宗愛)가 태무제를 시해하고 남안왕(南安王) 탁발여(拓跋余)를 즉위시켜 연호를 승평(承平)으로 고쳤다. 그러나 10월에 종애가 탁발여를 다시 죽이자 우림낭중 유니(劉尼) 등이 탁발준(拓跋浚)을 옹립하고 종애를 주살한 후에 승평 연호를 폐지하였다. 이에 따라 452년 2월에서 10월까지의 연호는 정평으로 기록되어 있다.
같은 시기에 사용된 다른 연호로는 송(宋)에서 사용한 원가(元嘉 : 424년 ~ 453년), 고창북량(高昌北凉)에서 사용한 승평(承平 : 443년 ~ 460년)이 있다.

## 개원
태평진군(太平眞君) 12년 6월 9일(451년 7월 23일)에 정평(正平)으로 개원함.

## 연대대조표
| 정평                | 원년            | 2년        |
| 서력                | 451년           | 452년      |
| 육십간지 (六十干支) | 신묘(辛卯)      | 임진(壬辰) |
| 송 (宋)             | 원가(元嘉) 28년 | 29년       |
| 고창북량 (高昌北凉) | 승평(承平) 9년  | 10년       |

## 같이 보기
- 중국의 연호

| 이전 연호 태평진군(太平眞君) | 중국의 연호 북위(北魏) | 다음 연호 승평(承平) 흥안(興安) |